# مانوئل کاستانیراس
مانوئل کاستانیراس (انگلیسی: Manuel Castiñeiras؛ زادهٔ ۷ اوت ۱۹۷۹) بازیکن فوتبال اهل اسپانیا است.
از باشگاه‌هایی که در آن بازی کرده‌است می‌توان به باشگاه فوتبال کامپوستلا، باشگاه فوتبال ایبار، و باشگاه ورزشی تنریف اشاره کرد.